# Murder on the Zinderneuf
Murder on the Zinderneuf (с англ. — «Убийство на „Циндернойфе“») — детективная компьютерная игра 1983 года, созданная геймдизайнерами Джоном Фрименом и Полом Райхом III. Игра стала одной из первых шести игр, выпущенных компанией Electronic Arts (в Европе издавалась Ariolasoft).
Игра была выпущена для домашних компьютеров Apple II, Commodore 64, Atari 8-bit и IBM PC (последняя версия распространялась на загрузочном диске). Версию для Apple II программировал Алан Павлиш из Designer Software. Все остальные версии были созданы Робертом Лейландом. В титрах версии для Commodore 64 указана студия Mission Accomplished, хотя программистом значится тот же Лейланд.

## Сюжет
События разворачиваются в 1936 году на борту роскошного дирижабля «Циндернойф», следующего через Атлантический океан. Главный герой — детектив, которому предстоит расследовать убийство, произошедшее во время полёта. Среди пассажиров — множество влиятельных персон из разных слоёв общества, и преступника необходимо найти до приземления дирижабля.

## Игровой процесс
Игра представляет собой классическое детективное расследование. Один из 16 пассажиров был убит, и задача игрока — установить личность убийцы, жертвы и мотив преступления.
В начале каждой игры жертва и убийца выбираются случайным образом, что делает каждое прохождение уникальным. У игроков есть 12 игровых часов (что соответствует 36 минутам реального времени) на расследование и выдвижение обвинения. Если не удаётся раскрыть дело в установленный срок, убийца избегает правосудия.
Игрок может выбрать одного из восьми детективов, образы которых основаны на популярных персонажах детективно-развлекательной литературы и кинофильмов (например, прототипом сыщицы-любительницы Агаты Марблз является персонаж Агаты Кристи — Мисс Марпл).
В ходе игры на экране показывается схематичный план дирижабля (используется вид сверху), по которому можно перемещать персонажа с помощью джойстика. Герой может посещать пассажирские каюты, гостиные и рестораны «Циндернойфа». Игрок имеет возможность обыскивать каюты в поисках улик и взаимодействовать с пассажирами, которые перемещаются по кораблю. При встрече с подозреваемыми появляется меню выбора действий: игнорировать, предъявить обвинение или допросить. Также можно выбрать тактику допроса. У каждого детектива свой уникальный стиль ведения расследования. К примеру, Агата Марблс может вести допрос строго, с сочувствием, изображая беспомощность или проявляя вежливость.
В ходе следствия перед игроком постепенно раскрывается запутанный клубок отношений между пассажирами и их возможных мотивов. Собрав достаточно информации о предполагаемом преступнике, детектив может либо сразу предъявить обвинение, либо продолжить поиск улик для подтверждения своих подозрений. В случае ошибочного обвинения подозреваемый перестаёт общаться с детективом до конца игры. При этом отказ признать вину не обязательно указывает на ошибку — возможно, для получения признания требуются более веские доказательства.
Если детектив верно определил убийцу, тот раскрывает мотив совершённого преступления. После этого игрок получает оценку своих действий в зависимости от эффективности проведённого расследования.

## Комплект поставки
К изданию для Commodore 64 от Electronic Arts прилагалась брошюра, содержащая предысторию детективов и пассажиров, которая помогала игрокам лучше ориентироваться в ходе расследования.

## Восприятие
Журнал Video опубликовал обзор версии Murder on the Zinderneuf для Atari в рубрике «Arcade Alley». По мнению обозревателей, игра «сочетает в себе увлекательность и новизну» и является «одним из наиболее примечательных релизов [1983 года]». Отдельную похвалу заслужила система, предлагающая новый набор улик при каждом запуске, обеспечивающая возможность повторного прохождения. В справочнике InfoWorld «Essential Guide to Atari Computers» игра была рекомендована как одна из лучших приключенческих игр для Atari, причём авторы предположили, что её «особенно удачная» система управления с использованием джойстика станет примером для подражания.
В обзоре для Computer Gaming World Аллен Доум охарактеризовал игру как «детектив для тех, кому некогда тратить двенадцать часов на расследование». В том же издании Дэвид и Диана Стоун положительно отозвались о персонажах игры, выполненных в стилистике 1930-х годов и обладающих запоминающимся внешним видом. Критики оценили проработку деталей, таких как усиливающийся гул двигателей при приближении к кормовой части дирижабля. Рецензенты также отметили, что игра честна по отношению к игроку и проходима, а за 20 прохождений они встретили всего два повторяющихся «признания».
В своём обзоре издание Computer and Video Games положительно оценило версию Murder on the Zinderneuf для домашнего компьютера Commodore 64. По мнению обозревателей, яркие образы пассажиров и их запутанные взаимоотношения создают множество возможных мотивов для преступления и усиливают детективную составляющую. Отмечалась вариативность игрового процесса, сравнимая с настольной игрой Клуэдо. Интуитивно понятный интерфейс и качественная техническая реализация также были отмечены как достоинства. Кроме того, рецензенты похвалили комплектацию игры, особо отметив подробное руководство пользователя.
В Softline отметили, что разработчикам из Free Fall «удалось создать проект, ни в чём не уступающий Archon». Обозреватель Ahoy! назвал Murder on the Zinderneuf «самой увлекательной детективной игрой на моей памяти… настоящим подарком для любителей жанра». PC Magazine присудил игре 15 баллов из 18, отметив необходимость придерживаться характера выбранного детектива при проведении допросов.